# Orthonama prouti
Orthonama prouti là một loài bướm đêm trong họ Geometridae.